# Tupac: Resurrection
Tupac: Resurrection (deutsch Tupac: Wiederauferstehung) ist ein Dokumentarfilm aus dem Jahr 2003 unter der Regie von Lauren Lazin. Der biographische Film zeigt Leben und Sterben des Rappers Tupac Shakur, der auch auf Basis von Archivmaterial als Erzähler zu hören ist. Bei einem Budget von 300.000 USD spielte er 7.808.524 USD an den Kinokassen ein und ist damit inflationsbereinigt der  36-erfolgreichste Dokumentarfilm.
Nachdem der Film zunächst auf dem Sundance Film Festival am 22. Januar 2003 gezeigt worden war, kam er am 14. November 2003 in den USA in die Kinos.
Der Film war bei der 77. Oscarverleihung für  den Oscar in der Kategorie „Bester Dokumentarfilm“ nominiert.

## Produktion
Die erzählte Story, die Tupac selber spricht, wurde aus verschiedenen Interviews zusammenmontiert.

## Veröffentlichung und Auszeichnungen
Die African-American Film Critics Association kürte den Film, indem sie ihn auf Platz 8 ihrer Top-10-Filmliste 2003 setzten. Die International Documentary Association nominierte ihn für die Beste Dokumentation des Jahres.
Der Film war bei der Oscarverleihung 2005 für  den Oscar in der Kategorie „Bester Dokumentarfilm“ nominiert. Bei den Satellite Awards 2004 war die Dokumentation in der Kategorie Bester Dokumentarfilm nominiert.

## Rezeption
Tupac: Resurrection erhielt von Kritikern allgemein positive Bewertungen. Auf Rotten Tomatoes hat der Film eine Bewertung von 78 %, basierend auf 89 Rezensionen, mit einer durchschnittlichen Bewertung von 6,8/10.
Roger Ebert gab dem Film 3,5 von 4 Sternen und schrieb, wenn man annähme, jemand würde nie eine Dokumentation über Rap-Musik zu sehen beabsichtigen, aber die Möglichkeit haben für genau eine, dann wäre dieser Film jener welcher.